# Aly Mazahéri
Aly Mazahéri (geb. 1914; gest. 1991; persisch علی مظاهری) war ein iranischer Iranist, Soziologe und Historiker, der überwiegend in Frankreich lebte und hauptsächlich auf Französisch publizierte. Sein bekanntestes, mehrfach übersetztes Buch ist La vie quotidienne des musulmans au moyen âge : Xe au XIIIe siècle aus der französischen alltagsgeschichtlichen Buchreihe La vie quotidienne, das unter dem Titel So lebten die Muselmanen im Mittelalter auch ins Deutsche übersetzt wurde. Er ist Verfasser eines Werkes zur Geschichte des chinesisch-persischen Kulturaustausches entlang der Seidenstraße, das in chinesischer Übersetzung in der Übersetzungsreihe berühmter französischer Werke zur Dunhuang-Forschung in den Westlichen Regionen erschien. 1951 wurde er Mitglied der Académie internationale d’histoire des sciences. Er schrieb auch auf Persisch und übersetzte aus dem Arabischen ins Französische. Der Ort Chartres ist der Sitz der Association des Disciples d'Aly Mazahéri.

## Publikationen (Auswahl)
Eine ausführliche Bibliographie findet sich in: Aly Mazahéri (2003), siehe unter Literatur.
- La famille iranienne aux temps anté-islamiques. Paris : G.-P. Maisonneuve, 1938
- La vie quotidienne des musulmans au moyen âge : Xe au XIIIe siècle. Paris : Hachette, 1951

frz. Neuausgabe unter dem Titel: L'âge d'or de l'Islam: quand Bagdad était la capitale de la moitié du vieux monde. [Das goldene Zeitalter des Islam: Als Bagdad die Hauptstadt der Hälfte der Alten Welt war.] 2003 (Online-Teilansicht in der Google-Buchsuche) 
deutsch: So lebten die Muselmanen im Mittelalter., übersetzt von Karl Heinz Laier, Deutsche Verlagsanstalt, Stuttgart 1957
- Les Trésors de l'Iran. Mèdes et Perses. Trésors des Mages. La renaissance iranienne. Genève, Albert Skira, 1970, 2e éd. 1977

Der Iran und seine Kunstschätze. Meder und Perser. Die Schätze der Magier. Die iranische Renaissance. Aus dem Französischen von Ursula Vogel-Roeder. Stuttgart : Skira-Klett-Cotta, 1979
- La Route de la soie. Paris : S.P.A.G. (Papyrus), c1983
- Zarathoustra, cet inconnu : with English translation of Zariadres and Odatis. Chartres : Association des Disciples d'Aly Mazahéri, 1992
- Le rôle de la Persane dans l'Iran traditionnel : the humanistic challenge of Aly Mazahéri. - Chartres : Association des Disciples d'Aly Mazahéri, 1992
- (Übers. und Komm.) La Civilisation des eaux cachées : traité de l'exploitation des eaux souterraines, composé en 1017 A. D. Muḥammad Ibn-al-Ḥasan al-Karaǧī. - Nice, 1973
- (Mitarbeit) La science arabe et son rôle dans l'évolution scientifique mondiale. Aldo Mieli. Anastat. Nachdr. Leiden: Brill, 1966 (Augmentée d'une bibliographie avec index analytique par A. Mazahéri)